# Live à Bruxelles
Live à Bruxelles — концертний альбом львівського гурту Брати Гадюкіни. Запис був зроблений 29 жовтня 1992 року, у Брюсселі.

## Трек-лист
1. Вступна промова
2. Звьоздочка моя
3. Аріведерчі, Рома
4. Мамуню, рехтуйте весілля
5. Ой лихо (Скінчилась плівка)
6. Сорок пачок «Верховини»
7. Наркомани на городі
8. Червона фіра
9. (I Can't Get No) Satisfaction
10. Ми — хлопці з Бандерштадту